# 安田敏朗
安田 敏朗（やすだ としあき、1968年4月6日 - ）は、日本の言語学者。一橋大学大学院言語社会研究科教授。
専攻は近代国語史・東アジア言語政策史。カルチュラル・スタディーズの立場から、近代日本の国文学・国語学のナショナリズム的偏向を批判する研究を行っている。

## 略歴
神奈川県生まれ。1987年栄光学園高等学校卒。1991年東京大学文学部第三類国語学専修課程卒業、東芝に勤めるが、1992年東京大学大学院総合文化研究科地域文化研究専攻修士課程入学、1994年修了、1996年同博士課程修了、「近代「国語」の歩み -帝国日本の言語政策」で博士（学術）の学位を取得。1996年6月京都大学人文科学研究所助手、2001年一橋大学大学院言語社会研究科助教授、2007年准教授。2019年教授。

## 著書

### 単著
- 『植民地のなかの「国語学」：時枝誠記と京城帝国大学をめぐって』三元社、1997年。ISBN 4883030407（新装版、1998年。ISBN 4883030407）
- 『帝国日本の言語編制』世織書房、1997年。ISBN 4906388639
- 『「言語」の構築：小倉進平と植民地朝鮮』三元社、1999年。ISBN 4883030547
- 『〈国語〉と〈方言〉のあいだ：言語構築の政治学』人文書院、1999年。ISBN 440904043X
- 『近代日本言語史再考：帝国化する「日本語」と「言語問題」』三元社、2000年。ISBN 4883030717
- 『国文学の時空：久松潜一と日本文化論』三元社、2002年。ISBN 4883030946
- 『近代日本言語史再考Ⅱ：脱「日本語」への視座』三元社、2003年。ISBN 4883031209
- 『日本語学は科学か：佐久間鼎とその時代』三元社、2004年。ISBN 4883031497
- 『辞書の政治学：ことばの規範とはなにか』平凡社、2006年。ISBN 9784582833119
- 『「国語」の近代史：帝国日本と国語学者たち』中公新書、2006年。ISBN 4121018753
- 『国語審議会：迷走の60年』講談社現代新書、2007年。ISBN 9784062879163
- 『金田一京助と日本語の近代』平凡社新書、2008年。ISBN 9784582854329
- 『かれらの日本語：台湾「残留」日本語論』人文書院、2011年。ISBN 9784409041024
- 『日本語学のまなざし』三元社〈シリーズ「知のまなざし」〉2012年。ISBN 9784883033140
- 『漢字廃止の思想史』平凡社、2016年。ISBN 9784582833126
- 『近代日本言語史再考Ⅴ：ことばのとらえ方をめぐって』三元社、2018年。ISBN 9784883034543
- 『大槻文彦『言海』：辞書と日本の近代』慶應義塾大学出版会〈世界を読み解く一冊の本〉2018年。ISBN 9784766425543
- 『「国語」ってなんだろう』清水書院〈歴史総合パートナーズ〉2020年。ISBN 9784389501266
- 『「てにはドイツ語」という問題：近代日本の医学とことば』三元社、2021年。ISBN 9784883035298

### 共著・編著
- 『近代日本言語史再考Ⅲ：脱「日本語」への視座』編著、三元社、2006年。ISBN 4883031780
- 『田中克彦が語る①：言語学の戦後』土屋礼子と聞き手、三元社、2008年。ISBN 9784883032266
- 『近代日本言語史再考Ⅳ：「多言語社会」という幻想』編著、三元社、2011年。ISBN 9784883032914

### 翻訳
- 金賢娥『戦争の記憶記憶の戦争：韓国人のベトナム戦争』三元社、2009年。ISBN 9784883032556

### 資料
- 平井昌夫『國語國字問題の歴史』（解説、三元社、1998年）ISBN 4883030474
- 遠藤織枝・木村拓・桜井隆・鈴木智映子・早川治子『戦時中の話しことば：ラジオドラマ台本から』（ひつじ書房、2004年）ISBN 4894762226
- 上田萬年『国語のため』（平凡社東洋文庫、校注・解説、2011年）ISBN 9784582808087

## 論文
- <安田敏朗